# VIVA A.I.
『VIVA A.I.』（ヴィヴァ エー・アイ）は、2009年3月4日に発売されたAIの7作目のオリジナルアルバムである。

## 概要
オリジナル・アルバムとしては前作「DON'T STOP A.I.」から1年3カ月ぶりとなるアルバム。シングル「YOU ARE MY STAR」のほか、JESSE（RIZE）をフィーチャリングゲストに迎えた「SCREAM feat. JESSE (from RIZE)」、ATSUSHI（EXILE）との「So Special -Version AI-」といったコラボナンバーを含む全15トラックを収録。UTA、DJ WATARAI、Subzero等の国内のプロデューサー陣に加え、、本作はスウェーデンでのレコーディングも敢行し、マドンナ、ブリトニー・スピアーズ、ジャネット・ジャクソン等をプロデュースする海外プロダクション・チームとも制作された。
このアルバムに対しAIは「アルバム・コンセプトは特にないんだけど、ただ色んなことに挑戦しようっていうのは自分の中のテーマとしてあった」と述べており、すごくゆとりを持って楽しんで制作することが出来たとコメントしている。
初回限定盤にはDVDが付属している。

## 収録曲

### Disc1：CD
1. YOU ARE MY STAR - 4:38
（作詞：AI　作曲：AI、UTA）
  - 19枚目のシングル。日本メナード化粧品「メナード フェイシャルサロン」CMソング。
2. my angel - 4:51
（作詞：AI　作曲：AI、Kocky、Trash）
3. So Special -Version AI- - 4:12
（作詞：AI、ATSUSHI　作曲：AI、ATSUSHI、UTA）
  - 18枚目のシングル。EXILE ATSUSHIとコラボ。
  - 参加アーティスト：AI + EXILE ATSUSHI
4. 君といた場所 - 4:24
（作詞：AI　作曲：AI、UTA）
5. feel for you - 4:27
（作詞：AI　作曲：AI、BACH LOGIC）
6. SCREAM feat. JESSE (from RIZE) - 3:22
（作詞・作曲：AI、JESSE　編曲：草間圭）
  - 参加アーティスト：AI feat.JESSE from RIZE
7. people in the World - 3:14
（作詞：AI　作曲：AI、DJ WATARAI、UTA）
8. FIRE! - 3:25
（作詞：AI　作曲：AI、Jonas Jeberg）
9. Like a bird feat. CORN HEAD - 5:27
（作詞：AI、CORN HEAD　作曲：AI、UTA）
  - 参加アーティスト：AI feat.CORN HEAD
10. Day Vacation - 3:07
（作詞：AI　作曲：AI、Mats Valentin　編曲：Andreas Andersson）
11. Nobody Like You - 4:12
（作詞：AI　作曲：AI、ICEDOWN(´ε｀)）
12. Rose - 4:21
（作詞：AI　作曲：AI、DJ WATARAI）
13. Touch the sky - 4:38
（作詞：AI　作曲：AI、THE COMPANY）
14. おくりびと - 3:39
（作詞：AI　作曲・編曲：久石譲）
  - 18枚目のシングル。映画「おくりびと」主題歌。
15. YOU ARE MY STAR -Kocky & Trash Remix- - 4:49
（作詞：AI　作曲：AI、UTA　リミックス：Kocky、Trash）
16. Broken Strings featuring AI -Kocky & Trash Remix- - 5:23
（ライター：ジェイムス・モリソン、フレイザー・T.スミス、Nina Woodford　リミックス：Kocky、Trash）
  - ボーナス・トラック。
  - 参加アーティスト：ジェイムス・モリソン feat.AI

### Disc2：DVD
| #  | タイトル                                  | 作詞 | 作曲・編曲 | 監督 |
| -- | ----------------------------------------- | ---- | ---------- | ---- |
| 1. | 「YOU ARE MY STAR」(ミュージック・ビデオ) |      |            |      |
| 2. | 「Making of VIVA A.I.」                   |      |            |      |

## 参加ミュージシャン
- David Astrom：Keyboards, Drums & Programming (#2)
- Patrick Berggrrn：Guitars, Keyboards, Drums & Programming (#2)
- 石成正人：Guitar (#7)
- A K I R A：Bass (#7)
- Jonad Jeberg：All Instruments (#8)
- 小林太：Trumpet, Flugelhorn (#8)
- 霜田裕司：Trombone (#8)
- 庵原良司：Tenor Sax (#8)
- Mats Valentin：Guitars, Keyboards & Programming (#10)
- Andreas Andersson：Saxophone, Brass Arrangement (#10)
- Mikael：Trumpet (#10)
- ICEDOWN：All Instruments & Programming (#11)
- Gakushi：Keyboards (#13)
- 古川展生：1stCello, Cello Solo (#14)
- 立住若菜、中山広樹：Flute (#14)
- 齋藤潔：Oboe (#14)
- Megumi Nakayama：Clarinet (#14)
- 笹崎雅通：Bassoon (#14)
- 山田武彦：Piano (#14)
- 田口裕子：Harp (#14)
- 松井朋子：Timpani (#14)
- 堀正明：Percussion (#14)
- 松岡陽平、平田昌平：1st Cello (#14)
- 柳瀬順平、北口大輔、宮坂拡志：2nd Cello (#14)
- 高橋淳子、市寛也、大島純：3rd Cello (#14)
- 山内俊輔、槙岡絵里香、杉浦彩：4th Cello (#14)
- 山本修、高橋洋太：Contrabass (#14)
- Koji Haishima：Conductor (#14)